# Jonte Karlsson
Joon-Olof "Jonte" Karlsson, född 20 september 1957 i Nyköping, är en svensk före detta basketspelare och -tränare. Han har vunnit SM både som spelare och tränare samt både spelat i och tränat landslaget. Jonte Karlsson var landslagschef på Svenska Basketbollförbundet fram till 2016 och hade därmed det sportsliga ansvaret för Sveriges dam- och herrlandslag på seniorsidan. 2016-2017 coachade han Borås Basket i SBL Herr.
Den 203 cm långa Jonte Karlsson är bosatt i Trosa. Han började dock sin basketkarriär för Södertälje Basketbollklubb. Jonte Karlsson har spelat 206 landskampar och gjort 1860 poäng. Han debuterade i landslaget 11 april 1975 och spelade i landslaget i 17 år. Bara Mattias Sahlström har spelat fler landskampar. Han var med i det svenska lag som deltog i OS 1980 i Moskva. Sammanlagt gjorde han 206 landslagsmatcher, vilket är näst flest i svensk basket.
Karlsson var tränare för svenska landslaget 1999-2000. 